# 洪堡野马车祸
|  |

洪堡野马车祸发生于2018年4月6日下午五点左右，在加拿大萨斯喀彻温省的Armley地区。载有参加萨斯喀彻温省少年冰球联赛的洪堡野马队的客车与一辆半挂货车在交叉路口相撞，客车的头部撞击货车中部，造成客车前部严重损毁，客车司机、冰球教练和球员共16人死亡，另有13人受伤。货车司机在事件中幸存。当时客车向西行驶开往Nipawin，而货车向北以每小时100公里行驶，货车的行驶方向上有停牌，理应停车避让，目前事故原因正在调查。事故发生后加拿大举国震惊，加拿大总理特鲁多、美国总统川普等政要纷纷表示哀悼。